# Черменате
Черменате (итал. Cermenate) — коммуна в Италии, располагается в регионе Ломбардия, подчиняется административному центру Комо.
Население составляет 8752 человека (на 2004 г.), плотность населения составляет 1050 чел./км². Занимает площадь 8,1 км². Почтовый индекс — 22072. Телефонный код — 031.
Покровителями коммуны почитаются святой Вит и святой Модест, празднование 15 июня.